# V642 Андромеды
V642 Андромеды (лат. V642 Andromedae) — одиночная переменная звезда в созвездии Андромеды на расстоянии (вычисленном из значения параллакса) приблизительно 38462 световых лет (около 11792 парсеков) от Солнца. Видимая звёздная величина звезды — от +12,1m до +11,98m.

## Характеристики
V642 Андромеды — оранжевая пульсирующая медленная неправильная переменная звезда (LB) спектрального класса K. Эффективная температура — около 3785 К.